# Obersommeri
Obersommeri (toponimo tedesco) è una frazione del comune svizzero di Sommeri, nel Canton Turgovia (distretto di Arbon).

## Storia

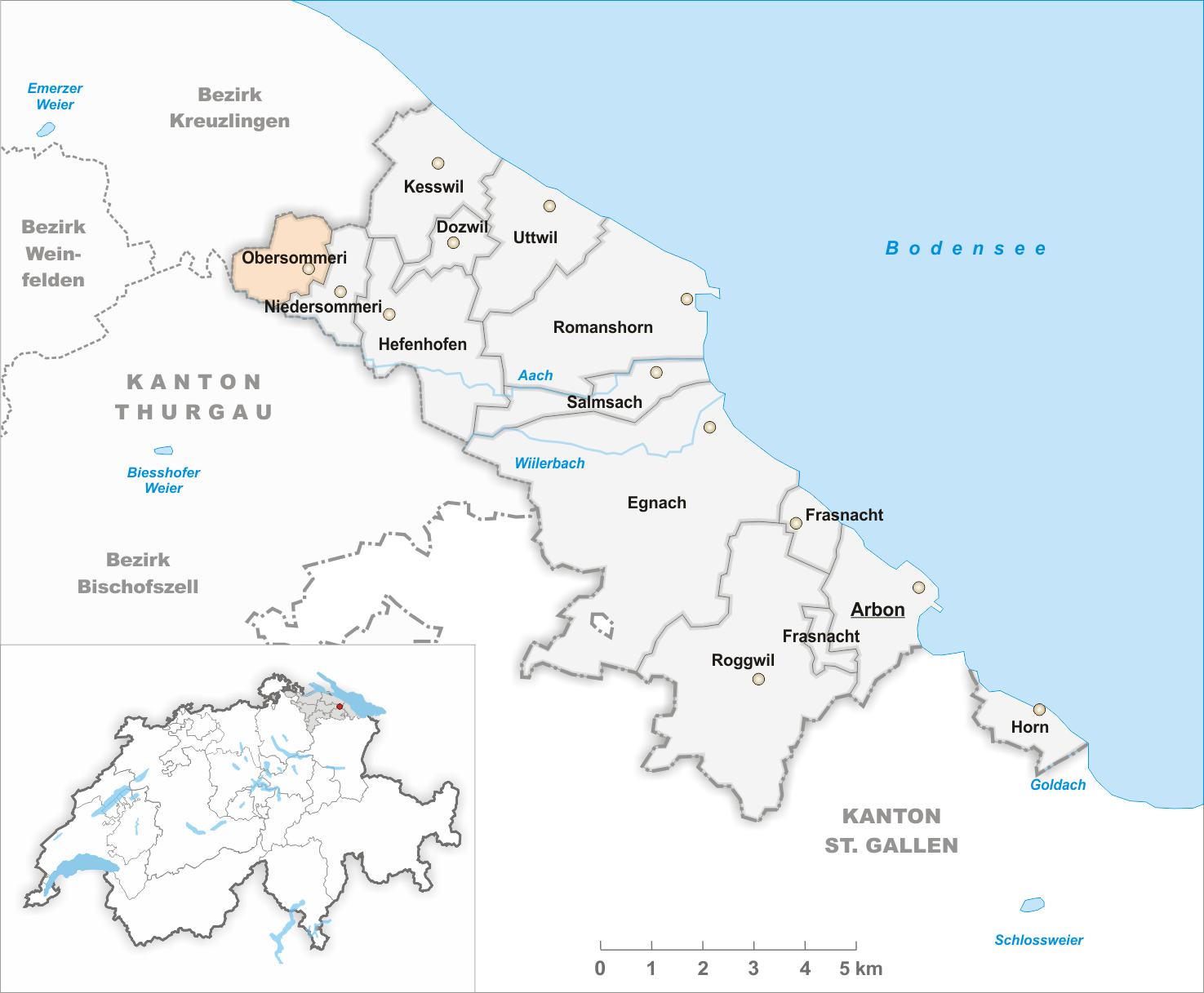
Il territorio del comune di Obersommeri prima degli accorpamenti comunali del 1967

Già comune autonomo (Ortsgemeinde), nel 1967 è stato accorpato all'altro comune coppresso di Niedersommeri per formare il nuovo comune di Sommeri.

## Società

### Evoluzione demografica
L'evoluzione demografica è riportata nella seguente tabella:
Abitanti censiti

## Amministrazione
Ogni famiglia originaria del luogo fa parte del cosiddetto comune patriziale e ha la responsabilità della manutenzione di ogni bene ricadente all'interno dei confini della frazione.